# Nólsoy
 (août 2009).
Si vous disposez d'ouvrages ou d'articles de référence ou si vous connaissez des sites web de qualité traitant du thème abordé ici, merci de compléter l'article en donnant les références utiles à sa vérifiabilité et en les liant à la section « Notes et références ».
Nólsoy [ˈnœlsɪ] (en danois Nolsø, probablement : « l'île-aiguille ») est une petite île de l'archipel des Féroé dans l'Océan Atlantique, qui abrite un seul village dont le nom est également Nólsoy. Nolsøe est par ailleurs un patronyme féroïen originaire de l'île. L'île héberge une des plus grosses colonies au monde d'océanites tempête (Hydrobates pelagicus): 50,000 couples.[réf. nécessaire]
- Nombre de sommets : 4[précision nécessaire]

Nólsoy se situe à 5 km de la baie de Tórshavn. Elle s'étend sur 9 kilomètres du sud-sud-est au nord-nord-ouest. À la pointe sud de l'île se trouve le phare Borðan. Celui qui arrive en bateau dans l'archipel des Féroé verra - en principe - en premier l'île de Nólsoy et ses 372 mètres de hauteur qui se dressent directement depuis la mer. Cependant, Nólsoy est l'île la plus plate de l'archipel.[réf. nécessaire]
On peut voir Nólsoy depuis Tórshavn par temps dégagé. Une liaison régulière relie la capitale[précision nécessaire] à cette île. Peu d'engins motorisés circulent sur cette dernière, essentiellement des scooters.
Le village de Nólsoy est ancré sur un isthme, qui sépare le relief escarpé du sud d'avec les terres plates du nord (Stongin). Cet isthme peut se retrouver inondé en raison des violentes tempêtes venant de l'est. De plus, l'île fait office en pareil cas de brise-lames, ce qui a rendu possible - selon l'avis des locaux de l'île - le développement de Tórshavn en tant que capitale, la baie de cette dernière étant relativement peu protégée.
L'entrée du village, face au port, est ornée d'une "porte" naturelle faite de la mâchoire d'un cachalot. Le port lui-même, entouré de petites maisons de pêcheurs, abrite des bateaux féroïens (føroyskur bátur). La commune de Nólsoy est relativement active[précision nécessaire]. De toutes les petites îles de l'archipel qui ne comptent qu'un seul village, c'est la plus peuplée[réf. nécessaire]. Elle est en effet proche de la capitale et par conséquent de possibilités d'embauche. Des habitants font la navette quotidiennement vers Tórshavn avec leur propre embarcation ou avec le ferry. Le maximum de 350 habitants (1970) n'a plus été atteint depuis longtemps.[réf. nécessaire]
L'île est désignée site Ramsar depuis le 31 mai 2012.

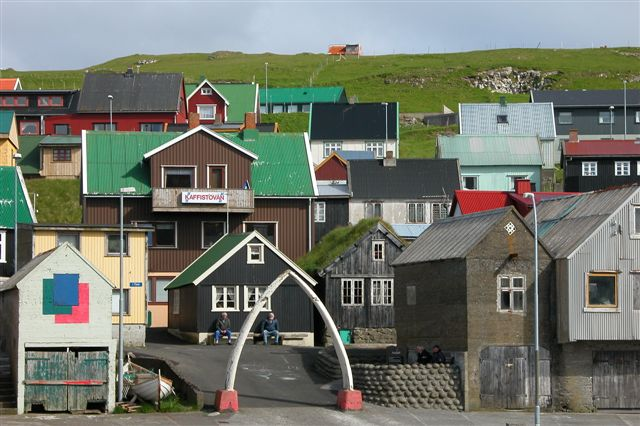
Nólsoy village

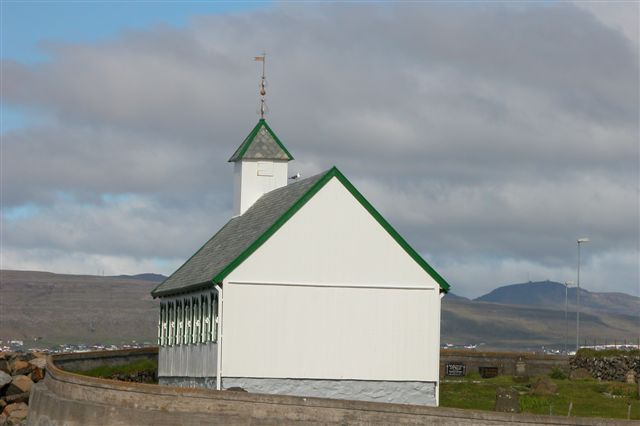
Nólsoy Kirkja

## Tourisme
Nólsoy se prête à la randonnée, notamment sur le sentier passant par le sommet Eggjarklettur et menant au phare. Toutefois, ledit sommet est souvent enveloppé par le brouillard, ce qui rend nécessaire une plus longue halte au phare[pourquoi ?].
Au village se trouve le Café Nólsoy (Kaffistovan í Nólsoy) qui offre le gîte et le couvert. Pour les petits budgets, il existe un terrain de camping.
Tous les ans a lieu la Ovastevna, début ou mi-août, une fête populaire en l'honneur de Ove Joensen.
Il est aussi possible d'observer les colonies d'océanites tempête en compagnie d'un ornithologue ("voir aussi "liens"). L'océanite tempête se nomme en féroïen drunnhviti et il est le plus petit oiseau de mer d'Europe. On rencontre de nombreux autres oiseaux, comme le macareux. Pour pouvoir participer à l'observation nocturne des océanites tempête, il est nécessaire de passer la nuit sur l'île.

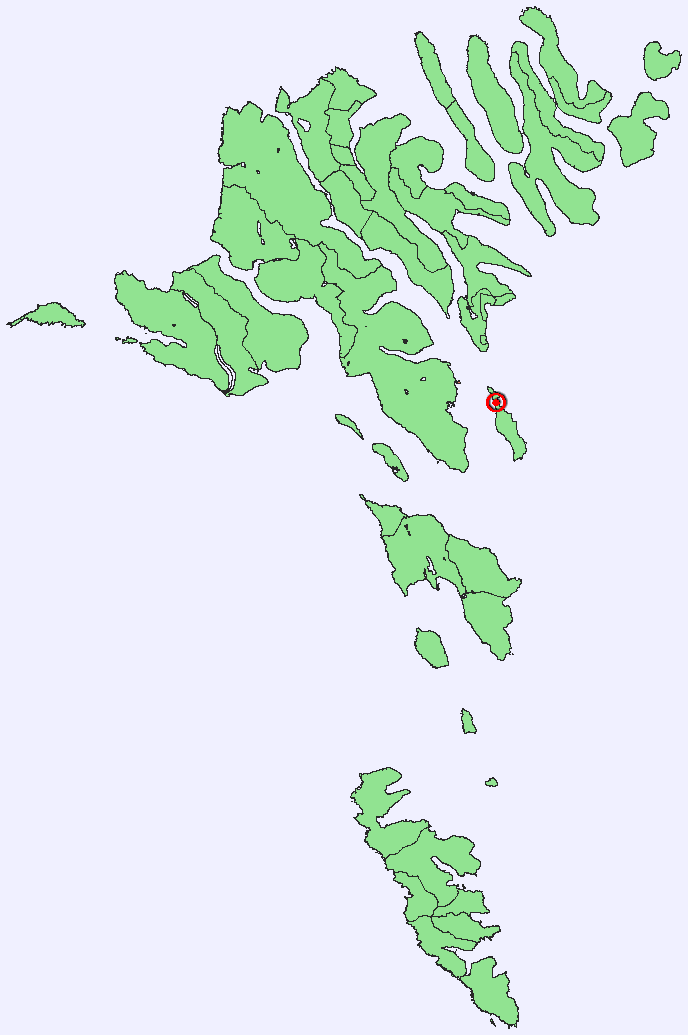
Nólsoy bygd
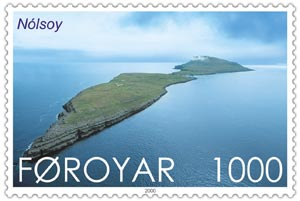
Nólsoy
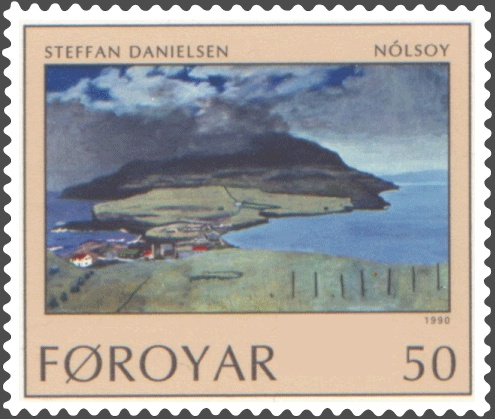
Nólsoy

## Personnalités
- Nólsoyar Páll - héros national
- Steffan Danielsen - peintre
- Ove Joensen - aventurier

## Littérature
- Nanna Hermansson: Nólsoy : en färöisk bygd i omvandling, Liber Läromedel/Gleerup, Lund 1976 (Etnologiska sällskapet i Lund; Skrifter 6; 131 pages avec un résumé en anglais Nólsoy - Changing village life in the Faroes, S. 107-112)